# 派恩代爾 (新墨西哥州)
派恩代爾（英語：Pinedale）是位於美國新墨西哥州麥金萊縣的普查規定居民點。

## 人口
根據2020年美國人口普查的數據，派恩代爾的面積為26.72平方千米，當中陸地面積為26.70平方千米，而水域面積為0.02平方千米。當地共有人口485人，而人口密度為每平方千米18.15人。